# La Soledad, Cuautepec
La Soledad är en ort i Mexiko.   Den ligger i kommunen Florencio Villarreal och delstaten Guerrero, i den södra delen av landet, 300 km söder om huvudstaden Mexico City. La Soledad ligger 40 meter över havet och antalet invånare är 205.
Terrängen runt La Soledad är platt åt sydväst, men åt nordost är den kuperad. Runt La Soledad är det ganska tätbefolkat, med 65 invånare per kvadratkilometer. Närmaste större samhälle är Cruz Grande, 3,1 km nordväst om La Soledad. Omgivningarna runt La Soledad är en mosaik av jordbruksmark och naturlig växtlighet.